# روبرت لوبيز
روبرت لوبيز (بالإنجليزية: Robert Lopez)‏ هو مؤلف موسيقى تصويرية وكاتب أغاني وملحن وكاتب سيناريو وشاعر أمريكي، ولد في 23 فبراير 1975 في نيويورك في الولايات المتحدة.

## وصلات خارجية
- روبرت لوبيز على موقع IMDb (الإنجليزية)
- روبرت لوبيز على موقع ألو سيني (الفرنسية)
- روبرت لوبيز على موقع ميوزك برينز (الإنجليزية)
- روبرت لوبيز على موقع أول موفي (الإنجليزية)
- روبرت لوبيز على موقع قاعدة بيانات برودواي على الإنترنت (الإنجليزية)
- روبرت لوبيز على موقع ديسكوغز (الإنجليزية)
- روبرت لوبيز على موقع قاعدة بيانات الفيلم (الإنجليزية)